# Coba84
coba84 （コバヤシ、1980年8月9日 - ）は、日本の男性ミュージシャン、キーボーディスト、アレンジャー、トラックメイカー、コンポーザー、サウンドプロデューサーである。北海道出身。

## 人物
- 16歳より突如キーボードを始める。それまでは水泳、サッカーなどスポーツを得意としていた。
- 現在はフリーのミュージシャンとして多方面で活動中。愛機はnordシリーズ。
- ブラックミュージックを好む傾向が強い。プレイの傾向は古き良き時代のsoul、funkからの影響が強く、制作物に関してはブラックミュージックからの影響はありつつもROCKからJ-POPまでこなし、ラウド系バンドのプロデュースも行うなど柔軟性に富んでいる。

## 来歴
- 2006年
  - それまでサポートを務めていたステューパにメンバーとして加入。作曲、アレンジの軸として中核を担う。
  - 加入直後リリースのセカンドシングルがオリコンインディーズチャートで4位を記録。
  - ステューパと平行してセッションバンドHOT PANTSのメンバーとしても活動。実力派スタジオミュージシャンばかりのメンバーに揉まれ、その間にプレイ面で頭角を顕し始める。
- 2009年
  - 春にステューパ解散。フリーのミュージシャンとして活動開始。
  - 解散直後はvijanduexなど数々のサポートで全国を飛び回る。
  - 秋に雅-MIYAVI-のライブにゲストキーボーディストとして抜擢される。年末にも2本のFAN MEETEING LIVE（TOKYO、BANGKOK)のライブにキーボーディストとして参加。
- 2010年
  - 雅-MIYAVI-のDVD作品にBGM制作で関わる。
  - 雅-MIYAVI-のNEO TOKYO SAMURAI BLACK TOUR JAPAN CIRCUITにキーボーディストとして選ばれる。
  - 雅-MIYAVI-のNEO TOKYO SAMURAI BLACK TOUR USA CIRCUITにキーボーディストとして参加。
  - 雅-MIYAVI-FAN MEETINGにキーボーディストとして参加。

- - IROHA コンピレーションアルバムプロデュース
- 2011年
  - 雅-MIYAVI- FAN MEETING 鍵盤参加。
  - R&Bconnection creu、wood solid dance jamに加入。（現在はそれぞれ脱退、解散）
  - GAKU-MC  ライブサポート
  - 三上ちさこ（ex.fra-foa）ライブ、レコーディング参加。
  - 佐藤寛之（ex.光GENJI）ライブサポート。

- 2012年
  - 雅-MIYAVI- プレミアムアコースティックライブツアーにキーボード参加。
  - シェネル ビリーブ（海猿4主題歌）レコーディング、ピアノアレンジで参加。
  - sweep バンドマスターとしてライブ参加。
  - allies バンドマスターとしてライブ参加。
  - 三上ちさこ（ex.fra-foa）ライブ、レコーディング参加。
  - Hundred Percent Freeライブ会場限定シングル「366 僕らのDAYS」の表題曲アレンジメント参加
  - yuinaライブサポート、楽曲提供。

- 2013年
  - シェネル アイシテル、piano,organ,で参加。アイシテル、PV出演。ビリーブアコースティクver.piano参加。
  - JASMINE (歌手) HERO発売記念番組にキーボードで参加。HERO発売全国キャンペーンにキーボードで参加。マンスリーワンマン「JAS VEGAS」にキーボードで参加。
  - sweep バンドマスターとしてライブ参加。
  - yuina ライブサポート、楽曲提供。
  - DOPPEL ライブサポート、楽曲アレンジ。
  - ZIZ 楽曲アレンジ。
  - サンゼン ライブサポート、キーボードアレンジ、MIX、マスタリング担当。
  - セバスチァーノ・セラフィニー楽曲提供（作詞、作曲、アレンジ、MIX、マスタリング）

- 2014年
  - シェネル when i was your girl ピアノアレンジ、レコーディング。イベントライブサポート。
  - MIYAVI GET REAL TOUR 大阪公演キーボード参加。
  - JASMINE (歌手) ラジオ出演、ファンサイト動画キーボードサポート。
  - TRUSTRICK ツアーサポート、レコーディング、アレンジ等。
  - DOPPEL ライブサポート。
  - Deraliers ライブサポート、レコーディング参加。
  - MACO 私たちは絶対に絶対にヨリを戻したりしない～We Are Never Ever Getting ピアノレコーディング
  - but by fall サウンドプロデュース兼アレンジャー。
  - サンゼン ライブサポート、キーボードアレンジ、MIX、マスタリング担当。
  - yup'in myself yourself楽曲制作。
  - sweep ライブサポート
  - 柴田知美ライブサポート

- 2015年
  - MIYAVI Billboard live キーボード参加
  - JUJU テレビ出演キーボード参加
  - 初音ミク SNOW MIKU、MIKU EXPO in 上海、join aliveにキーボーディストとして参加。
  - MUNEHIRO ライブサポート
  - TRUSTRICK ツアーサポート、レコーディング、アレンジ、TV収録等。
  - but by fall サウンドプロデュース兼アレンジャー。
  - Derailers ライブサポート、レコーディング等
  - Rankinng joe japan tour 東京、横浜公演キーボード参加。（バンドスタイルは東京、横浜のみ）
  - sweep ライブサポート
  - 柴田知美 ライブサポート
  - 舞台 神様はじめまして 楽曲制作。
  - DOPPEL ライブサポート。
  - MASAMI（歌手）サウンドプロデュース
  - TSSテレビ新広島 サウンドロゴ制作
  - 下新倉小学校 校歌ピアノアレンジ
  - サンゼン ライブサポート

- 2016年
  - TRUSTRICK ツアーサポート、レコーディング、アレンジ、TV収録等。
  - MUNEHIRO ライブサポート、サウンドプロデュース
  - omar japan tour キーボード参加
  - A9 キーボードアレンジ
  - Derailers ライブサポート
  - JASMINE (歌手) カバー楽曲ピアノアレンジ、MV出演。
  - ZIN (jupiter) ソロアコースティックライブサポート
  - AKB48 LALALAメッセージ キーボードレコーディング
  - HKT48 タブーの色 キーボードレコーディング

- 2017年
  - MIYAVI birthday fun meeting キーボード参加
  - MEGA HIGH BALL メンバーとして参加
  - JASMINE (歌手)バンドマスター、ライブ制作で参加
  - Etana (musician) japan tour 東京公演 キーボード参加
  - PassCode キーボーディストとしてライブサポート参加
  - MUNEHIRO ライブサポート
  - 3wayz ライブサポート、バンドマスター
  - 柴田知美 ライブサポート
  - サンゼン CM楽曲共同制作

- 2018年
  - JASMINE (歌手)バンドマスター、ライブ制作で参加
  - RED BOTTOMS~JASMINE (歌手)×土屋アンナ〜バンドマスター、ライブ制作で参加
  - PassCode キーボーディストとしてライブサポート参加
  - 祭nine. マニピュレーターとして参加
  - サンゼン レコーディング、MIX、マスタリング
  - ZIN (jupiter) ソロアコースティックライブサポート
  - 阿部真央 「傘」キーボードアレンジ、プログラミング参加
  - 宏実 ライブサポート
  - 雅原慶 ライブサポート
  - MUNEHIRO ライブサポート
  - ジョニーオズボーン japan tour 東京公演キーボード参加

- 2019年
  - JUJU テレビ出演キーボード参加
  - 山本彩 「イチリンソウ」MVキーボード参加、TV出演キーボード参加
  - 乃木坂46平行線キーボードレコーディング参加
  - RED BOTTOMS~JASMINE (歌手)×土屋アンナ〜バンドマスター、ライブ制作で参加
  - 雅原慶 ライブサポート
  - KIRAライブサポート
  - 宏実 ライブサポート
  - 広島県民共済 サウンドロゴ制作
  - 美波 シンガーソングライター ツアーサポート
  - ロータリークラブ北海道地区大会 BGM生演奏
  - キズナアイ海の幽霊カバー ピアノアレンジ、レコーディング

- 2020年
  - 阿部真央 「pharmacy」「Be My Love」キーボードアレンジ、プログラミング参加
  - 美波 シンガーソングライター ツアーサポート
  - JUJU テレビ出演キーボード参加
  - 日向坂464thシングル共通カップリング「青春の馬」ピアノ、シンセベースレコーディング参加
  - 氏家エイミー ライブサポート、音源制作サポート

- 2021年
  - マハラージャンTHE FIRST TAKE「セーラムン太郎」「eden」ピアノサポート
  - JUJU テレビ出演キーボード参加
  - あれくん COUNTDOWNJAPAN21-22 ライブサポート（バンマス）
  - 氏家エイミー ライブサポート、音源制作サポート

- 2022年
  - 石垣優 花ひら(CHOYA「チョーヤ 夏梅」CMソング)ピアノレコーディング
  - YUCARI レギュラーライブサポート
  - 氏家エイミー ライブサポート、音源制作サポート
  - Black Star 3周年記念イベント キーボード参加、楽曲ライブアレンジ
  - Root Five ライブサポート キーボード参加
  - はるな愛 「kimitowatashi」楽曲制作
  - DOPPEL  ライブサポート

- 2023年
  - NARLOW ライブサポート、ピアノレコーディング
  - Liella!ピアノレコーディング多数
  - Black Star ピアノレコーディング、アプリ内BGM制作、楽曲アコースティックアレンジ等
  - けったろ ライブサポート
  - アイドルマスター ピアノレコーディング
  - イ・チャンミン ライブサポート
  - お終活2 ピアニストとして参加
  - JUJU TV収録、MV収録にキーボーディストとして参加
  - NHK 番組内BGM制作
  - プライマルブルー オリジナルソングプロデュース

- 2023年
  - イ・チャンミン ライブサポート
  - CNBLUE UVERworld&CNBLUE SUMMER LIVE IN JAPAN and KOREA UNLIMITED CHALLENGE、『2024 CNBLUE AUTUMN TOUR ~ LIFE ANTHEM ~』キーボーディストとして参加
  - NARLOWライブサポート
  - JUJU TV収録キーボーディストとして参加
  - 宏実×KIRAバンマスとしてライブイベントキーボード参加
  - 氏家エイミー ライブサポート、音源制作サポート